# Fortalesa de la Mola
La fortalesa Isabel II, més coneguda per fortalesa de la Mola o senzillament la Mola, situada al Port de Maó (Menorca) i que va ser construïda entre els anys 1848 i 1875 per ordres d'Isabel II d'Espanya, és una de les majors fortificacions europees del segle xix. Servia d'aquarterament, presó militar i política i per vigilar l'entrada al port de Maó. Això va fer que la capital menorquina es convertís definitivament en un dels enclavaments militars més importants de la Mediterrània occidental. Durant la guerra civil i el franquisme, va ser un lloc de repressió on es van afusellar molts republicans.

## Història
Quan es va construir, va rebre el nom oficial d'Isabel II, però actualment aquest s'ha canviat pel que sempre ha estat el seu nom popular, la Mola. Avui, per l'espectacular arquitectura, és Patrimoni Històric Militar de Menorca. La fortalesa té deu fronts, alguns destinats a la defensa terrestre i altres a la defensa marítima, amb murs de traçat irregular. Avui té un ús civil: es lloga per a celebrar esdeveniments de tota mena, mostres i exposicions; s'hi pot fer senderisme; i es fan visites guiades de dia i nocturnes, a les quals es pot conèixer la història de l'illa.
Cal no confondre-la amb el fort Marlborough, una fortalesa anterior, construïda durant la dominació britànica, que també és al port de Maó.

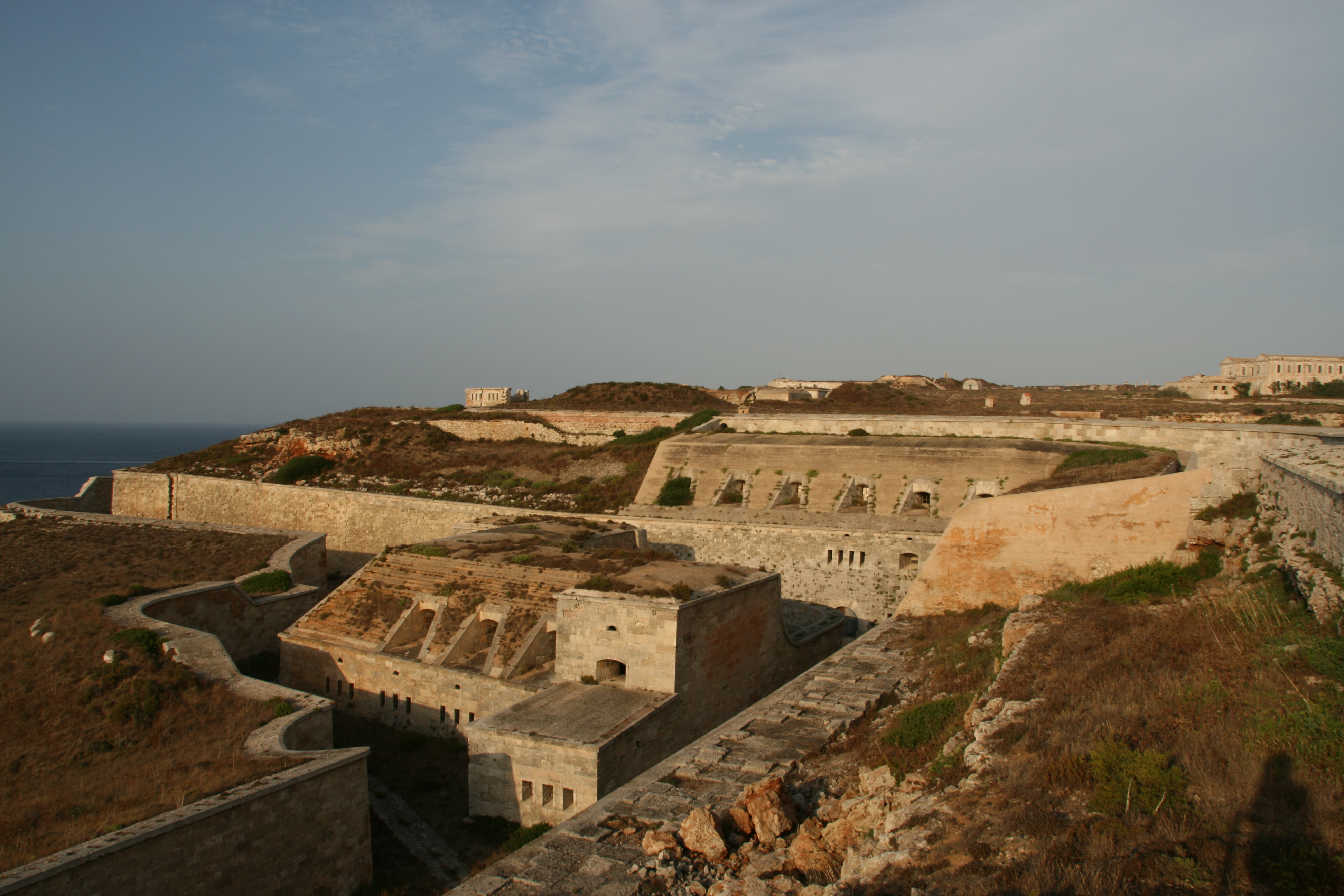

La fortalesa és una obra espanyola, iniciada després de la demolició del castell de Sant Felip, a conseqüència de la reactivació de les tensions internacionals a la Mediterrània occidental, quan França va ocupar Algèria.
Va ser construïda entre els anys 1848 i 1875 per l'ordre d'Isabel II, davant les amenaces d'invasió britàniques, i va ser inaugurada el 1852, aprofitant la visita de la reina a l'illa, encara que estigués sense completar. Quan se'n va acabar la construcció l'any 1875, ja havia quedat antiquada a causa de l'evolució en la tecnologia de l'artilleria, pel que, el 1896, hi van instal·lar bateries modernes al voltant de la costa de la península i uns canons d'uns quaranta quilòmetres d'abast. Aquests canvis de material queden encara reflectits en el terreny, pels diferents assentaments, ja desartillats, que hi subsisteixen. Posteriorment encara es van instal·lar els últims canons, els Vickers, en temps de la Segona República. D'aquests en queden dos a la Mola, que s'ensenyen a les visites, tant el canó pròpiament dit, com les cambres subterrànies, que elevaven projectils i càrregues de projecció als canons. Servia d'aquarterament, presó militar i política i també per vigilar l'entrada al port de Maó. L'any 1799 els anglesos ja havien construït a la Mola dues torres de defensa: Sant Clair (Cala Teulera) i Erskine (Princesa).
La Mola té valors monumentals, naturals i paisatgístics. És Zona d'especial protecció per a les aus i Lloc d'Interès Comunitari (LIC). Destaca sobre la relació amb les migracions de moltes aus i la quasi total absència d'arbres i arbusts grans, ja que els pocs que hi ha creixen a poc a poc i ho fan aferrats a la terra, per protegir-se del vent. Un fossat divideix la península de la Mola de nord a sud i té més de dos quilòmetres de longitud. Comença al penya-segat i segueix tot el perfil de la fortificació. La fortificació comença en l'anomenat punt «zero» en el qual podem observar una esquerda deguda a un sisme que va afectar el penya-segat.
La construcció fortificada té, en la major part, fronts amb tres nivells defensius: el superior, per a defensa llunyana i amb gran artilleria; l'intermedi, per a la defensa de mitjana longitud i amb artilleria; i la inferior, per a la defensa de curt abast amb fusells.
El 1920, Severià Martínez Anido hi va fer traslladar els dirigents sindicals que havia fet arrestar, entre ells Salvador Seguí, Martí Barrera i Lluís Companys. Durant la Guerra Civil i la primeria de la dictadura franquista s'hi haurien afusellat fins a cent-cinquanta republicans.